# Cephaloidophora duboscqi
Cephaloidophora duboscqi is een soort in de taxonomische indeling van de Myzozoa, een stam van microscopische parasitaire dieren. Het organisme komt uit het geslacht Cephaloidophora en behoort tot de familie Cephaloidophoridae. Cephaloidophora duboscqi werd in 1924 ontdekt door Poisson.